# Napisała: Morderstwo
Napisała: Morderstwo (ang. Murder, She Wrote) – amerykański serial kryminalny z Angelą Lansbury w roli głównej produkowany w latach 1984–1996 przez telewizję CBS. Całość liczy 12 sezonów, a sam serial cieszył się wielką popularnością na całym świecie.

## Opis
Główna bohaterka Jessica Fletcher jest emerytowaną nauczycielką języka angielskiego oraz samotną wdową mieszkającą w Cabot Cove, która pisze powieści kryminalne. Podczas wielu podróży po USA i innych krajach, by promować swoje książki, pisarka rozwiązuje zawikłane morderstwa. Jessica niejednokrotnie pomaga w rozwiązywaniu zagadek kryminalnych szeryfowi z Cabot Cove. W pierwszych sezonach (1984–1988) był to szeryf Amos Tupper (Tom Bosley), w kolejnych (1988–1996) szeryf Mort Metzger (Ron Masak). Dzięki sprytowi oraz inteligencji każda sprawa zostaje wyjaśniona. Jessice towarzyszy również przyjaciel, doktor Seth Hazlitt (William Windom). Nieodłącznym atrybutem bohaterki serialu jest maszyna do pisania, a w późniejszych odcinkach komputer. Miasteczko Cabot Cove to w rzeczywistości Mendocino, leżące w Kalifornii na północ od San Francisco.

## Obsada

### Regularne występy
- Angela Lansbury jako Jessica Fletcher (1984−1996: wszystkie 264 odcinki)[1] – główna bohaterka, pisarka rozwiązująca zagadki kryminalne, która mieszka w nadmorskim miasteczku Cabot Cove
- Tom Bosley jako szeryf Amos Tupper (1984-1988: 19 odcinków) – miejscowy szeryf w Cabot Cove w pierwszych sezonach serialu
- Ron Masak jako szeryf Mortimer Metzger (1985-1996: 41 odcinków) – były oficer nowojorskiej policji pełniący rolę szeryfa w późniejszych sezonach serialu
- William Windom jako doktor Seth Hazlett (1985-1996: 53 odcinków) – miejscowy lekarz z Cabot Cove, przyjaciel Jessiki

### Pozostałe role
- Michael Horton jako Grady Fletcher (1984–1995: 12 odcinków) – ulubiony bratanek Jessiki, który niejednokrotnie wpada w różne tarapaty, często z nie swojej winy
- Jerry Orbach jako Harry McGraw (1985–1992: 6 odcinków) – prywatny detektyw, przyjaciel Jessiki
- Len Cariou jako Michael Hagarty (1985–1992: 7 odcinków) – brytyjski agent MI6, znajomy Jessiki
- Richard Paul jako Sam Booth (1986-1992: 7 odcinków) – burmistrz z Cabot Cove
- Julie Adams jako Eve Simpson (1987-1993: 10 odcinków) – agentka nieruchomości z Cabot Cove lubiąca flirtować z mężczyznami, dobra przyjaciółka Jessiki
- Keith Michell jako Dennis Stanton (1988–1993: 9 odcinków) – były złodziej biżuterii, później agent ubezpieczeniowy, który rozwiązuje różne sprawy często za pomocą nietypowych metod, a następnie przesyła Jessice kopie tychże historii. W wielu odcinkach Dennis Stanton jest ich głównym bohaterem a Jessica przedstawia tę historię jako narrator na początku danego odcinka
- Wayne Rogers jako Charlie Garrett (1993–1995: 5 odcinków) – prywatny detektyw, który często wpada w kłopoty i prosi Jessicę o wsparcie

## Nagrody i nominacje
Angela Lansbury była nominowana dziesięć razy do Złotego Globu w kategorii najlepsza aktorka w serialu dramatycznym i otrzymała cztery statuetki w latach 1985, 1987, 1990 i 1992. Przez dwanaście lat pracy nad Napisała: Morderstwo jednocześnie nominowana była do Nagrody Emmy. W 1985 Nagrodę Emmy otrzymała również tytułowa piosenka z serialu skomponowana przez Johna Addisona. W latach 1985–1986 serial otrzymał Nagrodę Złotego Globu w kategorii najlepszy serial telewizyjny. W 1985 odcinek zatytułowany Deadly Lady (Zabójcza Dama) otrzymał Nagrodę im. Edgara Allana Poego.

## Sezony i lata produkcji
| Seria | Seria                | Liczba odcinków | Czas emisji                         |
| ----- | -------------------- | --------------- | ----------------------------------- |
|       | Sezon 1 (1984–1985)  | 22              | 30 września 1984 – 21 kwietnia 1985 |
|       | Sezon 2 (1985–1986)  | 22              | 29 września 1985 – 18 maja 1986     |
|       | Sezon 3 (1986–1987)  | 22              | 28 września 1986 – 10 maja 1987     |
|       | Sezon 4 (1987–1988)  | 22              | 20 września 1987 – 8 maja 1988      |
|       | Sezon 5 (1988–1989)  | 22              | 23 października 1988 – 21 maja 1989 |
|       | Sezon 6 (1989–1990)  | 22              | 24 września 1989 – 20 maja 1990     |
|       | Sezon 7 (1990–1991)  | 22              | 16 września 1990 – 12 maja 1991     |
|       | Sezon 8 (1991–1992)  | 22              | 15 września 1991 – 17 maja 1992     |
|       | Sezon 9 (1992–1993)  | 22              | 20 września 1992 – 16 maja 1993     |
|       | Sezon 10 (1993–1994) | 21              | 12 września 1993 – 22 maja 1994     |
|       | Sezon 11 (1994–1995) | 21              | 25 września 1994 – 14 maja 1995     |
|       | Sezon 12 (1995–1996) | 24              | 21 września 1995 – 19 maja 1996     |

## Filmy telewizyjne
W latach 1997–2003 powstały cztery pełnometrażowe filmy oparte na serialu:
- Napisała: Morderstwo. Południe, południowy zachód (1997)
- Napisała: Morderstwo. Śmierć pisarza (2000)
- Napisała: Morderstwo. Ostatni wolny człowiek (2001)
- Napisała: Morderstwo. Celtycka zagadka (2003)

## Gościnne występy
W serialu zagrało wiele znanych osobowości kina i telewizji, wśród nich m.in.:
- Nana Visitor (See You in Court, Baby, 1990)
- René Auberjonois (Murder in a Minor Key, 1987; Mourning Among the Wisterias, 1988)
- Martin Balsam (Death Stalks The Big Top: Parts 1 & 2, 1986)
- Gene Barry (Test Of Wills, 1989)
- Robert Beltran (Double Jeopardy, 1993; Time to Die, 1994)
- Polly Bergen (School For Scandal, 1985)
- Linda Blair (Murder Takes The Bus, 1985)
- Susan Blakely (The Error Oh Her Ways, 1989; Suspicion Of Murder, 1990)
- Sonny Bono (Just Another Fish Story, 1988)
- Ernest Borgnine (Death Takes A Dive, 1987)
- George Clooney (No Laughing Murder, 1987)
- James Coco (We're off to kill the Wizard, 1984)
- Courteney Cox (Death Stalks the Big Top: Parts 1 & 2, 1986)
- Mary Crosby (Tainted Lady, 1991; The Witch's Curse, 1992)
- Marcia Cross (Ever After, 1992)
- Yvonne De Carlo (Jessica Behind Bars, 1985)
- David Doyle (Sudden Death, 1985)
- Conchata Ferrell (Something Borrowed, Something Blue, 1989)
- Genie Francis (Hooray For Homicide, 1984; Corned Beef And Carnage, 1986)
- Terri Garber (Three Strikes, You're Out, 1989)
- Stewart Granger (Paint Me A Murder, 1985)
- Karen Grassle (Harbinger Of Death, 1987)
- Buddy Hackett (No Laughing Murder, 1987)
- Neil Patrick Harris (Lone Witness, 1993)
- Arthur Hill (The Murder of Sherlock Holmes, 1984; The Return of Preston Giles, 1990)
- Olivia Hussey (Sing A Song Of Murder, 1985)
- Brian Keith (The Murder of Sherlock Holmes, 1984; The Return of Preston Giles, 1990)
- Alice Krige (Murder In The Afternoon, 1985)
- Martin Landau (Birds Of A Feather, 1984)
- Piper Laurie (Murder At The Oasis, 1985)
- Steve Lawrence (No Laughing Murder, 1987)
- Michael Learned (Trevor Hudson's Legacy, 1989)
- Janet Leigh (Doom With A View, 1987)
- Roddy McDowall (School For Scandal, 1985)
- Rue McClanahan (Murder Takes The Bus, 1985)
- Vera Miles (Jessica Behind Bars, 1985; Deadly Misunderstanding, 1990; Thursday's Child, 1991)
- Ricardo Montalbán (Murder In F Sharp, 1990)
- Kate Mulgrew (The Corpse Flew First Class, 1987; Ever After, 1992; The Dying Game, 1994)
- Megan Mullally (Coal Miner's Slaughter, 1988)
- Barry Newman (Snow White, Blood Red, 1988)
- Leslie Nielsen (My Johnny Lies Over the Ocean, 1985; Dead Man’s Gold, 1986)
- Cynthia Nixon (Threshold of Fear, 1993)
- Adrian Paul (Danse Diabolique, 1992)
- Joaquin Phoenix (We're Off to Kill the Wizard, 1984)
- Summer Phoenix (We're Off to Kill the Wizard, 1984)
- John Rhys-Davies (JB As In Jailbird, 1988)
- Esther Rolle (Reflections Of The Mind, 1985)
- Ruth Roman (If It's Thursday, It Must be Beverley, 1987; The Sins Of Castle Cove, 1989)
- Cesar Romero (Paint Me A Murder, 1985)
- Emma Samms (Snow White, Blood Red, 1988)
- Tom Selleck (Magnum On Ice, 1986)
- Jean Simmons (Mirror, Mirror On The Wall: Parts 1 & 2, 1989)
- Parker Stevenson (Sticks And Stones, 1985)
- Dean Stockwell (Deadpan, 1988)
- Rod Taylor (jako inspektor Rory Lanahan oraz Tom Dempsey – w kilku odcinkach)
- Ray Walston (The Way To Dusty Deaths, 1987)
- Mary Wickes (Widow, Weep For Me, 1985)
- Billy Zane (A Very Good Year for Murder, 1988)